# Atsuto Uchida
Atsuto Uchida (jap. 内田篤人 Uchida Atsuto; ur. 27 marca 1988 w Kannami) – japoński piłkarz grający na pozycji obrońcy.

## Życiorys

### Kariera klubowa
Atsuto Uchida karierę rozpoczął w Shimizu Higashi High School (jap. Shizuoka Kenritsu Shimizu-Higashi Kōtōgakkō). W 2006 trafił do japońskiego klubu z J1 League, Kashima Antlers. Po 4 latach gry w tym klubie w 2010 podpisał kontrakt z niemieckim klubem FC Schalke 04. Po 7 latach gry w FC Schalke 04 w 2017 podpisał roczny kontrakt z drugoligowym 1. FC Union Berlin.
6 stycznia 2018 podpisał kontrakt z japońskim klubem Kashima Antlers, umowa do 31 stycznia 2020; kwota odstępnego 200 tys. euro. 31 sierpnia 2020 roku, w wieku 32 lat, zakończył karierę piłkarską.

### Kariera reprezentacyjna
Atsuto Uchida w 2007 wraz z kadrą U-20 swojego kraju, brał udział w młodzieżowych mistrzostwach świata rozgrywanych w Kanadzie.
W seniorskiej reprezentacji Japonii zadebiutował 26 stycznia 2008 na stadionie olimpijskim w Tokio (Tokio, Japonia) w towarzyskim meczu przeciwko reprezentacji Chile. W maju 2010 został powołany do kadry na Mistrzostwa Świata 2010 w Południowej Afryce.
W 2014 roku został powołany na swoje drugie z rzędu Mistrzostwa Świata. Rozegrał na nich trzy mecze, jednak jego drużyna została wyeliminowana w fazie grupowej.
Po Mistrzostwach Świata w Brazylii ogłosił odejście z reprezentacji, ale powrócił w listopadzie do kadry Javiera Aguirre na turniej Kirin Cup. W grudniu został powołany do kadry na Puchar Azji AFC 2015, ale wycofał się z powodu kontuzji prawego kolana.

### Zakończenie kariery
20 sierpnia 2020 roku Uchida ogłosił zakończenie kariery. Jego kontrakt, który obowiązywał do końca sezonu, wygasał 31 sierpnia. Ostatnim meczem rozegranym przez niego był mecz, który odbył się 23 sierpnia przeciwko Gambie Osaka. Mecz z Gambą rozpoczął z ławki rezerwowych, ale wszedł na boisko w 16. minucie z powodu kontuzji Rikuto Hirose. Kiedy pojawił się na boisku, przywdział opaskę kapitańską przekazaną mu przez Kento Misao. Mecz zakończył się remisem 1-1, a Uchida w tym meczu rozegrał około 75 minut.

### Po przejściu na emeryturę
We wrześniu 2020 roku został mianowany przez Japoński Związek Piłki Nożnej nowym trenerem reprezentacji U-19.
Od 31 marca 2021 roku jest prezenterem w sekcji sportowej kanału informacyjnego TV Asahi. 21 maja jego były klub FC Schalke 04 ogłosił, że Uchida będzie ambasadorem klubu. Jego rolą jest „zbudowanie relacji między klubem a japońską piłką nożną oraz rozpowszechnianie nazwy, historii i wartości Schalke 04 w Japonii”.

## Statystyki

### klubowe
Stan na 30 listopada 2019
| Sezon     | Klub              | Liga         | Mecze | Gole |
| --------- | ----------------- | ------------ | ----- | ---- |
| 2006      | Kashima Antlers   | J1 League    | 28    | 2    |
| 2007      | Kashima Antlers   | J1 League    | 31    | 0    |
| 2008      | Kashima Antlers   | J1 League    | 25    | 1    |
| 2009      | Kashima Antlers   | J1 League    | 31    | 0    |
| 2010      | Kashima Antlers   | J1 League    | 9     | 0    |
| 2010/2011 | FC Schalke 04     | Bundesliga   | 26    | 0    |
| 2011/2012 | FC Schalke 04     | Bundesliga   | 18    | 0    |
| 2012/2013 | FC Schalke 04     | Bundesliga   | 24    | 1    |
| 2013/2014 | FC Schalke 04     | Bundesliga   | 17    | 0    |
| 2014/2015 | FC Schalke 04     | Bundesliga   | 19    | 0    |
| 2015/2016 | FC Schalke 04     | Bundesliga   | 0     | 0    |
| 2016/2017 | FC Schalke 04     | Bundesliga   | 0     | 0    |
| 2017/2018 | 1.FC Union Berlin | 2.Bundesliga | 2     | 0    |
| 2018      | Kashima Antlers   | J1 League    | 12    | 0    |
| 2019      | Kashima Antlers   | J1 League    | 10    | 0    |
| 2020      | Kashima Antlers   | J1 League    | 2     | 0    |

## Sukcesy

### Klubowe
Kashima Antlers
- Zwycięzca J1 League: 2007, 2008, 2009
- Zwycięzca Pucharu Japonii: 2007
- Zdobywca drugiego miejsca Pucharu Japonii: 2019
- Zdobywca drugiego miejsca Pucharu Ligi Japońskiej: 2006
- Zwycięzca Superpucharu Japonii: 2009, 2010
- Zwycięzca Azjatyckiej Ligi Mistrzów: 2018

FC Schalke 04
- Zwycięzca Pucharu Niemiec: 2010/2011
- Zwycięzca Superpucharu Niemiec: 2011/2012
- Zdobywca drugiego miejsca Superpucharu Niemiec: 2010/2011

### Reprezentacyjne
Japonia
- Zwycięzca Pucharu Azji: 2011
- Zdobywca drugiego miejsca Pucharu Azji Wschodniej: 2008
- Zwycięzca Kirin Cup: 2009, 2011

### Indywidualne
- Najlepsza jedenastka J1 League: 2008, 2009